# Live2D
Live2D(라이브2D)는 프레임 단위 애니메이션이나 3차원 모델링을 사용하지 않고 다중면의 그림을 이용해 2차원 애니메이션을 생성하는 기술을 일컫는다. 이를 이용해 저가격에 원화의 형태를 유지하면서 인물을 움직일 수 있다. 또한 Live2D는 해당 기술을 사용하는 나카조 테츠야가 제작한 동명의 컴퓨터 애니메이션 소프트웨어 시리즈의 이름이기도 하다.
Live2D는 다양한 비디오 게임, 비주얼 노블, 버추얼 유튜버 및 기타 매체에 이용된다.

## 역사
2009년, 일본 기업 큐비즘(현 Live2D)은 최초의 Live2D 어플레이케이션 'Live2D 벡터'를 발표했다.

## 소프트웨어

### 유한회사 Live2D
개발자 나카조 테츠야는 독립적으로 Live2D 소프트웨어를 개발하다가 2006년, 일본 정보처리추진기구의 지원을 받아 기업 사이버 노이즈를 설립했다. 2011년, 플레이스테이션 포터블용 비디오 게임 《내 여동생이 이렇게 귀여울 리가 없어 포터블》에 Live2D 기술이 사용된 것을 계기로 주목을 받았다. 직후 안드로이드 및 iOS용 라이브러리가 활성화됐다. 2014년, 사이버 노이즈는 사명을 소프트웨어 이름에 맞춰 유한회사 Live2D로 개명했다. 2021년 기준, Live2D 큐비즘 프로 사용자의 70%는 버추얼 유튜버이다.

#### Live2D 소프트웨어
- Live2D 큐비즘
- Live2D 유클리드 (2017년 4월 출시, 2018년 10월 16일 공개 중지)

## 같이 보기
- 아바타
- 컴퓨터 생성 이미지
- 컴퓨터 애니메이션
- 모션 캡처
- 불쾌한 골짜기
- 버추얼 인플루언서
- 버츄얼 유튜버